# Loch Gowna
Loch Gowna – wieś w hrabstwie Cavan w Irlandii położona na północno-wschodnim brzegu jeziora Gowna. Do 1950 roku wieś posiadała nazwę Scrabby, zmienioną w wyniku plebiscytu.